# Drogden fyr
Drogden fyr är en fyr för sjöfartens navigation i de danska farvattnen mellan Saltholm och Amager i Öresund. Fyren är placerad ute på öppet vatten och markerar det södra inloppet till farleden Drogden. 
Fyren började byggas 1935 och stod klar i juni 1937. Fram till dess hade sedan 1838 fyrskepp varit navigationshjälp på platsen.